# トウキョータワー
「トウキョータワー」は、CHAGEの楽曲。自身の1作目のシングルとして、東芝EMIから1998年9月30日に発売された。規格品番はTODT-5195。

## 解説
CHAGE&ASKAとしてデビュー19年目を経過したCHAGEが、MULTI MAXでの活動を経て、ソロ名義で発売する初めてのシングルである。

## 収録曲
| 全作詞・作曲: CHAGE。 |                                            |           |            |          |      |
| #                     | タイトル                                   | 作詞      | 作曲・編曲 | 編曲     | 時間 |
| 1.                    | 「トウキョータワー」                       | CHAGE     | CHAGE      | 十川知司 | 4:53 |
| 2.                    | 「UNDO」                                   | CHAGE     | CHAGE      | 宮内和之 | 5:50 |
| 3.                    | 「トウキョータワー」(オリジナル・カラオケ) | CHAGE     | CHAGE      | 十川知司 | 4:50 |
| 合計時間:             | 合計時間:                                  | 合計時間: | 15:33      |          |      |

## 楽曲解説
1. トウキョータワー
NEC 企業CMソング。テレビ東京系『愛の貧乏脱出大作戦』エンディングテーマ。
タイトルは電波塔の東京タワーとしての意味だけではなく、人の気持ちや人の生き方、あるいは「心の目」などの象徴を『トウキョータワー』で表している。例えば、東京タワーに登って高い所から景色を見るように、物事を見渡して痛いことも辛いことも抱えながら日々を送ろう、というようなメッセージがある。
アルバム『2nd』に収録されたものはシングル収録時よりも演奏時間が1分間長くなっているなどミックスが異なっている。シングルバージョンはCDが廃盤になって以降、長い間アルバム未収録だったが、2018年に発売されたベストアルバム｢音道｣にて初めてアルバムに収録された。
アルバム『Many Happy Returns』にはセルフカバーバージョンが、『青い空だけじゃない』には25th Verというニューバージョンがそれぞれ収録されている。
2. UNDO
日本テレビ系『U・S改』CART中継イメージソング。
タイトルの「UNDO」とは、コンピューター用語で直前にユーザーが行った操作を取り消し、元に戻すことを指している。
アレンジをICEの宮内和之が手掛けている。
3. トウキョータワー (カラオケバージョン)
本曲のカラオケ音源。

## 収録アルバム
- 2nd (#1 (アルバムバージョン), #2)
- Many Happy Returns (#1, セルフカバー)
- 音道 (#1)
- 青い空だけじゃない (#1, 25th Ver.)